# العلاقات الإيرانية الفيتنامية
العلاقات الإيرانية الفيتنامية هي العلاقات الثنائية التي تجمع بين إيران وفيتنام.

## مقارنة بين البلدين
هذه مقارنة عامة ومرجعية للدولتين:
| وجه المقارنة                                              | إيران                    | فيتنام           |
| --------------------------------------------------------- | ------------------------ | ---------------- |
| المساحة (كم2)                                             | 1.65 مليون               | 331.69 ألف       |
| عدد السكان (نسمة)                                         | 79.97 مليون              | 94.66 مليون      |
| الكثافة السكانية (ن./كم²)                                 | 48.47                    | 285.39           |
| العاصمة                                                   | طهران                    | هانوي            |
| اللغة الرسمية                                             | لغة فارسية               | اللغة الفيتنامية |
| العملة                                                    | ريال إيراني              | دونغ فيتنامي     |
| الناتج المحلي الإجمالي (بليون دولار)                      | 439.51 مليار             | 234.19 مليار     |
| الناتج المحلي الإجمالي (تعادل القوة الشرائية) بليون دولار | 1.36 تريليون             | 553.42 مليار     |
| الناتج المحلي الإجمالي الاسمي للفرد دولار أمريكي          |                          | 2.48 ألف         |
| الناتج المحلي الإجمالي للفرد دولار أمريكي                 |                          | 5.63 ألف         |
| مؤشر التنمية البشرية                                      | 0.766                    | 0.666            |
| رمز المكالمات الدولي                                      | +98                      | +84              |
| رمز الإنترنت                                              | .ir،                     | .vn              |
| المنطقة الزمنية                                           | ت ع م+03:30، توقيت إيران | ت ع م+07:00      |

## منظمات دولية مشتركة
يشترك البلدان في عضوية مجموعة من المنظمات الدولية، منها:
| علم المنظمة | اسم المنظمة                        | تاريخ انضمام إيران | تاريخ انضمام فيتنام |
| ----------- | ---------------------------------- | ------------------ | ------------------- |
|             | مؤسسة التنمية الدولية              | 10 أكتوبر 1960     | 24 سبتمبر 1960      |
|             | يونسكو                             | 6 سبتمبر 1948      | 6 يوليو 1951        |
|             | وكالة ضمان الاستثمار متعدد الأطراف | 15 ديسمبر 2003     | 5 أكتوبر 1994       |
|             | الأمم المتحدة                      | 24 أكتوبر 1945     | 20 سبتمبر 1977      |
|             | الفريق المعني برصد الأرض           | ?                  | ?                   |
|             | الاتحاد البريدي العالمي            | ?                  | ?                   |
|             | البنك الدولي للإنشاء والتعمير      | 29 ديسمبر 1945     | 21 سبتمبر 1956      |
|             | المنظمة الهيدروغرافية الدولية      | ?                  | ?                   |
|             | منظمة حظر الأسلحة الكيميائية       | ?                  | ?                   |
|             | مؤسسة التمويل الدولية              | 28 ديسمبر 1956     | 4 أغسطس 1967        |
|             | منظمة الشرطة الجنائية الدولية      | ?                  | ?                   |

## أعلام
هذه قائمة لبعض الشخصيات التي تربطها علاقات بالبلدين:
- صالح أديبي (1964 – )

## وصلات خارجية
- موقع وزارة الخارجية الإيرانية
- موقع وزارة الخارجية الفيتنامية